# 倪子明
倪子明（1919年—2010年11月8日），男，安徽桐城人，中华人民共和国编辑。

## 生平
1939年12月，在桂林读书出版社参加革命，1947年2月，加入中国共产党。先后在重庆读书出版社、香港读书出版社分社、中宣部出版委员会、文化部出版局、国家出版局、三联书店工作，担任过多种职务。1978年，与陈原、陈翰伯、范用等筹备创办《读书》杂志，倪子明兼任《读书》杂志副主编。1983年初，倪子明被任命为三联书店总编辑，恢复三联书店独立建制。1985年年底，离休。
2010年11月8日因病去世，享年91岁。